# トゥビン・ティンギ
トゥビン・ティンギ(インドネシア語: Tebing Tinggi、ジャウィ文字: تبيڠ تيڠڬي‎)は、インドネシアのスマトラ島の北スマトラ州東岸の都市である。面積は31km2で、人口は2010年時点で14万5180人である。セーダン・バダガイ県に囲まれており、同名のトゥビン・ティンギという地区と接している。

## 地理
トゥビン・ティンギは州都のメダンから80km離れており、スマトラ島縦断高速道路が通っている。

## 行政区分
トゥビン・ティンギは5つの区(ケカマタン)に分かれている。

| 名称                                            | 人口 2010年統計 |
| ----------------------------------------------- | --------------- |
| パダン・フル (上パダン)                         | 26,714          |
| トゥビン・ティンギ・コタ (トゥビン・ティンギ町) | 24,040          |
| ランブータン                                    | 31,371          |
| バジェニス                                      | 33,072          |
| パダン・ヒリー (下パダン)                       | 30,051          |

## 民族
トゥビン・ティンギの人口の70%をマレー人が占め、バタック人(11%)、中国人(8%)が続く。少数民族としてジャワ人、マンダイリン人、インド人等が居る。宗教はイスラム教が最大で、キリスト教、仏教、その他の順に続く。

## 参考資料
1. 1 2  Biro Pusat Statistik, Jakarta, 2011.